# Christopher Coutanceau
Christopher Coutanceau, né le 12 octobre 1978 à La Rochelle, est un chef cuisinier français.
Il est le chef du restaurant Christopher Coutanceau à La Rochelle, triplement étoilé de 2020 à 2022 puis de nouveau en 2025, après avoir doublement étoilé depuis 2008. Il se définit comme « cuisinier-pêcheur » et prône une pêche durable,.
Il est le fils du chef Richard Coutanceau et le frère du chef Grégory Coutanceau.

## Biographie
Christopher Coutanceau est le second fils de Richard et Maryse Coutanceau, qui décrochent leur première étoile Michelin quelques années après la naissance de Christopher (la seconde étoile suivra en 1986). Enfant, il mène une vie confortable dans une belle maison avec piscine. Il se rêve d'abord joueur de football professionnel et intègre le centre de formation du FC Nantes à 12 ans. Mais il baigne aussi dans le monde de la restauration et de la pêche : à 3 ans, il va déjà à la criée avant l'école et, plus tard, pêche avec son grand-père et travaille régulièrement comme saisonnier dans le restaurant familial, ses parents voulant lui inculquer le sens des responsabilités.
Sans prévenir ses parents, il s'inscrit au lycée hôtelier de La Rochelle où il suit la scolarité avec un esprit de compétiteur, participant régulièrement à des concours culinaires. Il effectue des stages chez Michel Guérard (qui avait déjà formé son père) aux Prés d'Eugènie et chez Jean Bardet au Château Belmont. Après son bac pro, il retourne d'abord chez Michel Guérard puis travaille à ElBulli avec Ferran Adria, au Grand Véfour avec Guy Martin et au Restaurant Laurent à Paris (où Joël Robuchon est conseiller chef). Il travaille aussi au Café de Paris à Biarritz avec Didier Oudill. Il se forme en pâtisserie à l'école Lenôtre et chez Pierre Hermé sur les conseils de son père qui considère qu'un « vrai cuisinier, s’il veut être patron, il doit être boucher, boulanger, pâtissier, traiteur ».
En 2001, il revient à La Rochelle et ouvre à vingt-deux ans Le Vieux Port, qu’il tient pendant trois ans, jusqu’à ce que son père le rappelle au restaurant familial de la plage de la Concurrence pour travailler avec lui.  
En octobre 2019, Christopher Coutanceau, à  qui son père a cédé son affaire en 2007, participe au tournage de la saison 11 de Top Chef qui fait étape à La Rochelle. L'épreuve qu'il propose est incluse dans la deuxième semaine du concours, diffusée sur M6 le mercredi 26 février 2020. 
Le 27 janvier 2020, son restaurant décroche la troisième étoile du Guide Michelin, perdue en 2023 puis regagnée en 2025.
Christopher Coutanceau s'implique dans les luttes d'associations qui dénoncent les techniques de pêches portant atteinte à l'environnement, notamment Ré Nature Environnement (combat contre l'élimination des dauphins pris dans les filets de pêche) et Bloom (combat contre la pêche électrique). Il participe au manifeste de 300 chefs contre la pêche électrique.

## Publications
- Christopher Coutanceau, cuisinier pêcheur, Christopher Coutanceau et Patricia Khenouna, 2018, éd. Glénat,  (ISBN 2344027432).